# Gehyra oceanica
Gehyra oceanica là một loài thằn lằn trong họ Gekkonidae. Loài này được Lesson mô tả khoa học đầu tiên năm 1830.

## Hình ảnh

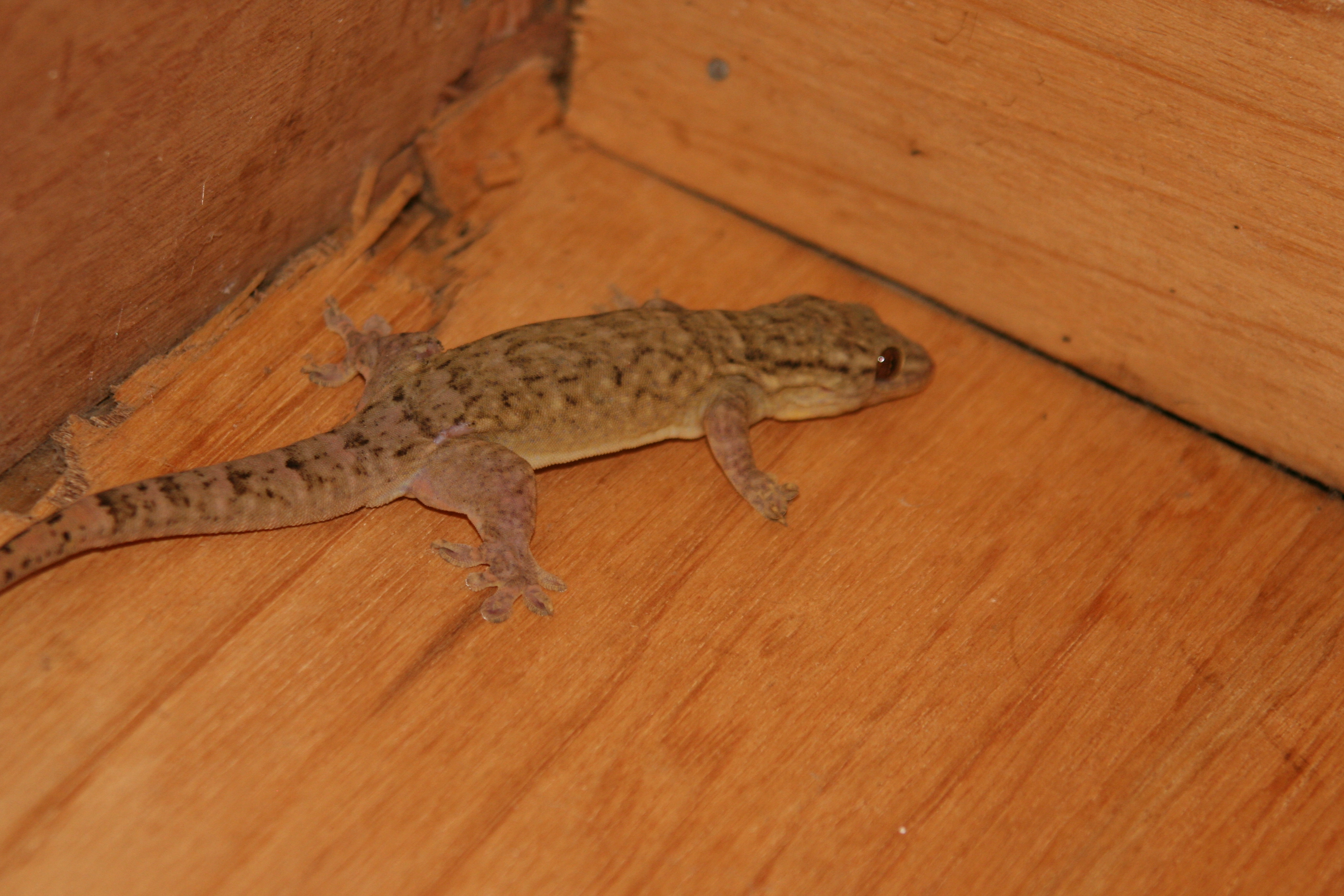